# Douglas Pereira dos Santos
Douglas Pereira dos Santos (Monte Alegre de Goiás, 6 agosto 1990) è un ex calciatore brasiliano, di ruolo difensore.

## Carriera

### Club

#### Gli inizi
Douglas Pereira dos Santos comincia a praticare il calcio nelle giovanili del Goiás e a 18 anni passa in prima squadra, con cui totalizza 40 presenze tra la fine della Série A 2008 e la Série A 2010, terminata con la retrocessione del club di Goiânia.
Dopo una stagione in Série B (26 presenze e 5 gol), nel 2012 passa al San Paolo.

#### Barcellona
Nel 2014 passa al Barcellona per 4 milioni di euro più 1.5 milioni di bonus legati al numero di gare giocate coi blaugrana, firmando un contratto di cinque anni.

#### Prestito allo Sporting Gijón
Il 26 agosto 2016 passa in prestito annuale allo Sporting Gijón, in Primera División. Per il club spagnolo, totalizzerà 21 presenze, andando a segno 3 volte.

#### Prestito al Benfica
Il 31 agosto 2017, il Barcellona lo rigirerà in prestito, questa volta in Portogallo, più precisamente al Benfica. Nella Primeira Liga, però, non si integra e quindi finirà in panchina più volte, guadagnandosi anche molte tribune, concludendo una stagione altalenante con sole 5 presenze all'attivo.

#### Prestito al Sivasspor e Beşiktaş
Il 23 luglio 2018, il calciatore brasiliano verrà girato di nuovo in prestito nella Süper Lig turca, al Sivasspor. Nel club turco, riuscirà a trovare un ambiente sereno che non trovava ormai da anni, riuscendo a convincere tutta la tifoseria, totalizzando in una stagione 32 presenze e 3 reti.
Il 27 luglio 2019, il Barcellona riuscirà finalmente a sbarazzarsi del suo contratto, vendendolo a titolo definitivo al Beşiktaş per 2 milioni di euro. In 4 anni con il club, riuscirà a scendere in campo per sole 5 occasioni, a causa dei suoi continui infortuni, ma anche perché la società decise di metterlo totalmente ai margini del progetto.
Il 1⁰ luglio 2022, il suo contratto con la società turca scadrà, e non gli verrà rinnovato, così da lasciarlo svincolato all'età di 32 anni.

### Nazionale
Esordisce a 18 anni nella Nazionale Under-20 del Brasile con cui colleziona 12 presenze e nessun gol. Con essa ha vinto una medaglia d'argento al Mondiale di calcio Under-20 del 2009.

## Statistiche

### Presenze e reti nei club
| Stagione          | Squadra           | Campionato        | Campionato | Campionato | Coppe nazionali | Coppe nazionali | Coppe nazionali | Coppe continentali | Coppe continentali | Coppe continentali | Altre coppe | Altre coppe | Altre coppe | Totale | Totale |
| Stagione          | Squadra           | Comp              | Pres       | Reti       | Comp            | Pres            | Reti            | Comp               | Pres               | Reti               | Comp        | Pres        | Reti        | Pres   | Reti   |
| ----------------- | ----------------- | ----------------- | ---------- | ---------- | --------------- | --------------- | --------------- | ------------------ | ------------------ | ------------------ | ----------- | ----------- | ----------- | ------ | ------ |
| 2012              | San Paolo         | A1/SP+A           | 0+33       | 2          | CB              | 5               | 1               | CS                 | 7                  | 0                  | -           | -           | -           | 45     | 3      |
| 2013              | San Paolo         | A1/SP+A           | 15+26      | 0+1        | -               | -               | -               | CL+CS              | 9+5                | 0                  | RS          | 2           | 0           | 57     | 1      |
| 2014              | San Paolo         | A1/SP+A           | 9+10       | 1+1        | CB              | 4               | 0               | CS                 | 0                  | 0                  | -           | -           | -           | 23     | 2      |
| Totale San Paolo  | Totale San Paolo  | Totale San Paolo  | 24+69      | 1+4        |                 | 9               | 1               |                    | 21                 | 0                  |             | 2           | 0           | 125    | 6      |
| 2014-2015         | Barcellona        | PD                | 2          | 0          | CR              | 3               | 0               | UCL                | 0                  | 0                  | -           | -           | -           | 5      | 0      |
| 2015-2016         | Barcellona        | PD                | 1          | 0          | CR              | 2               | 0               | UCL                | 0                  | 0                  | SS+SU+Cmc   | 0           | 0           | 3      | 0      |
| Totale Barcellona | Totale Barcellona | Totale Barcellona | 3          | 0          |                 | 5               | 0               |                    | 0                  | 0                  |             | 0           | 0           | 8      | 0      |
| 2016-2017         | Sporting Gijón    | PD                | 21         | 3          | CR              | 2               | 0               | -                  | -                  | -                  | -           | -           | -           | 23     | 3      |
| 2017-2018         | Benfica           | PL                | 5          | 0          | CP+CdL          | 2+1             | 0               | UCL                | 3                  | 0                  | SP          | 0           | 0           | 11     | 0      |
| 2018-2019         | Sivasspor         | SL                | 32         | 3          | CT              | 0               | 0               | -                  | -                  | -                  | -           | -           | -           | 32     | 3      |
| 2019-2020         | Beşiktaş          | SL                | 5          | 0          | CT              | 0               | 0               | UEL                | 2                  | 0                  | -           | -           | -           | 7      | 0      |
| 2020-2021         | Beşiktaş          | SL                | -          | -          | CT              | -               | -               | -                  | -                  | -                  | -           | -           | -           | -      | -      |
| 2021-2022         | Beşiktaş          | SL                | -          | -          | CT              | -               | -               | -                  | -                  | -                  | -           | -           | -           | -      | -      |
| Totale Beşiktaş   | Totale Beşiktaş   | Totale Beşiktaş   | 5          | 0          |                 | -               | -               |                    | 2                  | 0                  |             | -           | -           | 7      | 0      |
| Totale carriera   | Totale carriera   | Totale carriera   | 159        | 11         |                 | 19              | 1               |                    | 26                 | 0                  |             | 2           | 0           | 206    | 12     |

## Palmarès

### Club

#### Competizioni statali
- Campionato Goiano: 1

Goiás: 2009

#### Competizioni internazionali
- Coppa Sudamericana: 1

San Paolo: 2012
- UEFA Champions League: 1

Barcellona: 2014-2015
- Supercoppa UEFA: 1

Barcellona: 2015
- Coppa del mondo per club: 1

Barcellona: 2015

#### Competizioni nazionali
- Campionato spagnolo: 2

Barcellona: 2014-2015, 2015-2016
- Coppa di Spagna: 2

Barcellona: 2014-2015, 2015-2016

### Nazionale
- Campionato sudamericano Under-20: 1

2009